# Малышев, Сергей Васильевич (писатель)

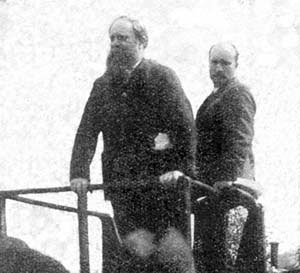
С. В. Малышев и Н. И. Муралов на открытии ярмарки. Нижний Новгород, 1926

Сергей Васильевич Малышев (1877—1938) — российский революционный и советский государственный деятель, журналист и писатель, поэт, редактор.

## Биография
Родился в 1877 году в селе Воскресенское Ильинской волости Угличского уезда в бедной крестьянской семье. Отец — из крестьян, пекарь, подручный в купеческих лавках в Москве. Мать — дочь крестьянина-кустаря по выработке овчин. Окончил начальную сельскую школу (1888 г.). Недолго учился в вечерней школе (1890-е гг.).
Работал в Санкт-Петербурге в лавке, о чём впоследствии написал воспоминания «На пролетарских ступенях». Затем работал на Обуховском заводе, где стал членом кружка «Рабочее дело». Участвовал в «Обуховской обороне» в мае 1901 года. После подавления бежал в Одессу. В 1902 году вступил в РСДРП; большевик.
Освободившись в 1903 году, перешёл на нелегальное положение, начав профессиональную революционную деятельность. Во время революции 1905 года под псевдонимом Пожарный был избран председателем первого Костромского Совета рабочих депутатов. Большевистский ЦО «Новая жизнь» (27.XI.1905, № 23, С.4) сообщал: «20 ноября состоялось первое полное собрание Совета Рабочих Депутатов города Костромы… Собрание закрылось… выбором постоянного председателя (тов. Малышева — Пожарного) и двух секретарей». После поражения революции вёл агитацию среди рабочих Санкт-Петербурга. Был в числе организаторов Петербургского Совета Безработных (1906−1907), заместителем председателя СБ и официальным издателем его органа — журнала «Тернии труда».
15 февраля 1907 на 4-м номере еженедельник «Тернии труда» был закрыт, а редактор-издатель Малышев арестован. Один из организаторов летом 1906 года большой стачки каталей, то есть портовых грузчиков (по данным большевиков, в ней участвовало 15 тысяч человек). 12 мая 1907 начальник охраны Государственной Думы Остен-Сакен отказался пропустить в здание вызванных на заседание Комиссии помощи безработным II Думы представителей Совета безработных СПб Войтинского и Малышева (подробно описано в эсеровской «Народной правде» 13.IV.1907, № 7, С.3).
В эти годы активно занимался самообразованием, писал стихи и рассказы (участник «Первого сборника пролетарских писателей»).
В конце 1913 года вернулся в Петербург из ссылки в Вологду. В феврале 1914 года после ареста секретаря редакции «Правды» Конкордии Самойловой, несмотря на свои сомнения, назначен секретарём редакции газеты «Правда». В начале июля 1914 года в числе её сотрудников сослан в Приангарский край, где написал автобиографическую повесть «К свету», изданную в 1918 году (переиздана в 1923 и 1924 годах под другими названиями). Летом 1916 года совершил побег, пойман и после пребывания в тюрьме в Енисейске отправлен обратно для продолжения ссылки. После Февральской революции освобождён. Некоторое время был председателем Совета рабочих депутатов в городе Боровичи. Участник организации Октябрьской революции в Петрограде.
После работал в Наркомате труда. Организовал несколько плавучих лавок-барж для обмена промышленных товаров на хлеб крестьян Поволжья. В 1919 году направлен в Туркестан для руководства аналогичной экспедицией. Участник гражданской войны в Средней Азии. Затем работал организатором и председателем Ирбитского, а после Нижегородского ярмарочных комитетов. В 1922 по распоряжению Ленина руководил возобновлением Нижегородской ярмарки. Под руководством С. В. Малышева в 40 дней восстановили существенную часть ярмарки — Главный дом и 20 корпусов. В ответ на посещение Нижегородской ярмарки мэром Лиона Эдуаром Эррио командирован во Францию в 1923 году во главе советской делегации, поездку описал в книге «Нижний — Лион (путевые заметки)». По пути во Францию в Берлине активно встречался с левыми эмигрантами из России, в том числе в их клубе и в редакции газеты «Накануне». В 20-е работал председателем Всесоюзной торговой палаты, Всесоюзной книжной палаты, в Комитете заготовок СНК СССР, был членом президиума Центросоюза и коллегии наркомата торговли.
В 1930-е годы персональный пенсионер. Последние годы был прикован к постели, но продолжал писать статьи, рассказы, воспоминания «Встречи с Лениным». В начале 1932 в Обществе старых большевиков выступил с докладом о Петербургском Совете безработных. Текст опубликован в виде брошюры в том же (и в 1938) году по-русски, в 30-е годы публиковался на иностранных языках, каждый раз отличаясь от русского издания по содержанию и объёму. В брошюре Малышева о СБ содержится ряд исторических мифов, выдуман никогда не существовавший «исторический персонаж» («инженер Каирский» — отчасти из-за того, что имя реального руководителя СБ В. С. Войтинского было в СССР под запретом).
Умер в Москве 30 сентября 1938 года, некролог опубликован в подвале «Правды» 3 октября. Похоронен на Новодевичьем кладбище. Вплоть до перестройки имя Малышева было фактически вычеркнуто из истории партии.

## Семья
С августа 1906 и до конца жизни в браке с Клавдией Павловной Кадобновой (1876—1950), студенткой — медичкой, работавшей медсестрой в больнице на Выборгской стороне, левой активисткой. За участие в студенческих выступлениях Клавдия ранее исключалась из института без права поступления, в связи с рождением наследника престола власти это наказание отменили. До поступления в 1900 году в институт Клавдия работала сельской учительницей. Они познакомились в 1905 году, когда Малышев некоторое время был секретарём организации большевиков Выборгского района Петербурга и нелегальные собрания проводились в больнице, где работала Клавдия. Их единственная дочь Нина (1909—1994) родилась в 1909, когда отец в очередной раз был в тюрьме.

## Сочинения
- Утро в деревне. Рассказ. — Сборник пролетарских писателей (ред. Н.Серебров [А. Н. Тихонов], предисловие М.Горького), СПб: Прибой, 1914, с. 15 — 19
- М.Горький. О писателях-самоучках//Современный мир, 1911, № 2, февраль (Горький в виде цитаты почти полностью воспроизводит неопубликованный ранний рассказ С. В. Малышева «Родному слову»)
- К свету. Повесть. — Пг., 1918.
  - К новой жизни. Изд. 2. — М., 1923.
    - По дороге в город. Изд. 3. — М., 1924
- Нижний — Лион (путевые заметки). стр. 60. — М.: Красная новь, 1923.
- Нижний — Лион (путевые заметки).стр. 58. — М.: Красная новь, 1924.
- На пролетарских ступенях // Молодая гвардия. — № 2, 3. — 1925.
- Боевые странички 1905 г. // стр. 59 — Прибой — 1926.
- Наша большевистская «Правда» // Красная новь. — № 18. — 1927.
- О питерском совете безработных. — М., 1932.
- Встречи с Лениным. — Партиздат, 1933.
  - отрывки // Воспоминания о В. И. Ленине. — Т. 2. — М.: Госполитиздат, 1957.
  - Малышев С. В. Встречи с Лениным во время НЭПа.
- S. Malyshev. Unemployed Councils in St. Petersburg in 1906. L.: Modern Books, 1931 & NY: Workers Library Publishers, 1931
- S. Malyschew. Der Arbeitslosenrat. Die Geschichte eines Petersburger Erwebslosenrates nach der Revolution von 1905. Berlin: Internationaler Arbeiter-Verlag, 1931
- S. Malychev. Le Soviet des chômeurs. Paris: Bureau d’Éditions, 1932
- S. Mályschev. El Soviet de parados. Episodios revolucionarios. Barcelona: Edeya, s.d. [circa 1932]
- S. Malyscev, Il soviet dei disoccupati. Bruxelles: Edizioni di Cultura Sociale, 1933
- S. Malyshev. Unemployed Councils in St. Petersburg in 1906. San Francisco: Proletarian Publishers, 1976
- S. Malyshev. How the Bolsheviks Organised the Unemployed. L.: Prinkipo Press, 1992
- Всесоюзное торжище. Краткий очерк Нижегородской ярмарки 1923 года. (Из материала к докладу Комвнуторгу при С.Т.О.). Н.Новгород, 1923
- Нижегородская ярмарка 1924 года (По материалам к докладу Правительству). Н.Новгород, 1924
- На пролетарских ступенях жизни и борьбы. Н.Новгород, 1924
- Нижегородская ярмарка 1925 года. По материалам к докладу Правительству. Н.Новгород, 1925.
- Противникам Нижегородской ярмарки. Н.Новгород, 1925
- 5-я Всесоюзная Нижегородская ярмарка. По материалам доклада Правительству о работе ярмарки 1926 года. Н.Новгород, 1926.
- Боевые странички. 1905 г. Л.: Прибой, 1926
- Наш путь. Сборник [пролетарских писателей и поэтов](отв. ред. Малышев). Казань: Комитет кустарей, 1926.
- Нижегородская ярмарка 1927 года. Н.Новгород, 1927
- 7-я всесоюзная нижегородская ярмарка 1928 года [По материалам доклада Ярмаркома правительству]. Н.Новгород, 1928.